# Блаас, Юлиус де

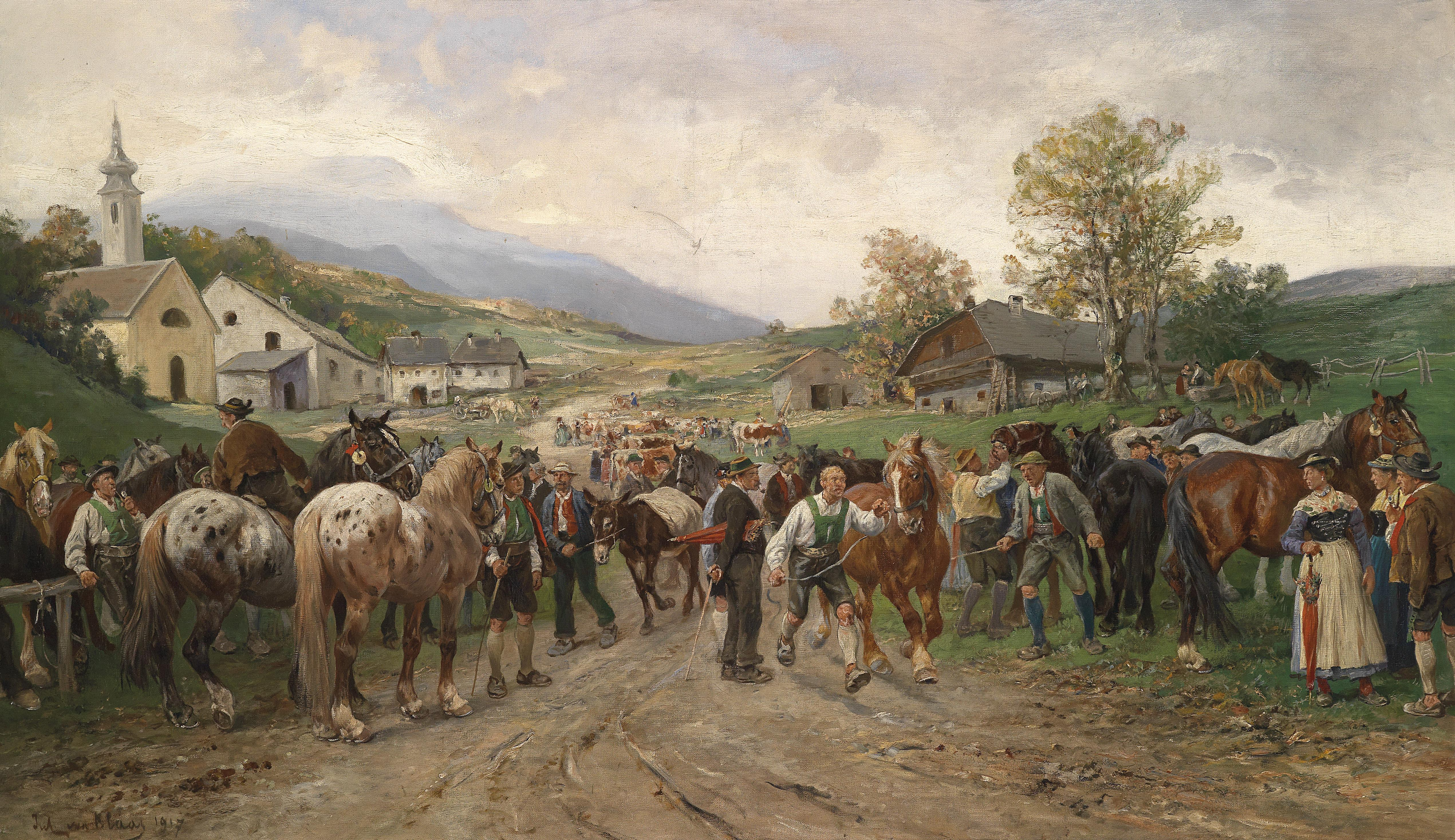
Конная ярмарка. 1917

Юлиус де Блаас или Юлиус фон Блаас (итал. Julius de Blaas, нем. Julius von Blaas; 22 августа 1845, Альбано-Лациале — 2 августа 1923, Бад-Халль) — австро-итальянский художник, педагог, профессор живописи Венской академии изобразительных искусств.

## Биография
Родился в Альбано-Лациале близ Рима. Родители его были австрийцами. Представитель семейства известных австрийских художников фон Блаасов. Глава семьи известный живописец — Карл фон Блаас, профессор академий изобразительных искусств Вены и Венеции. Старший брат художник Эжен де Блаас.
Изучал мастерство живописи под руководством отца. Позже поселился в Риме, где писал жанровые сцены в Кампанье.
Ю. Блаас был портретистом при австрийском императорском дворе и профессором в Венской Академии искусств.

## Творчество
Юлиус де Блаас — известный художник-портретист. Любимая тема — изображение коней и всадников. Создал ряд пейзажей и картин бытового жанра. Творил, в основном, по заказам австро-венгерской аристократии, в том числе августейшей семьи.
По мнению специалистов, техника его картин была несколько ниже, чем у отца и старшего брата.
Картины художника сейчас представлены в коллекциях музеев Вены, Линца и др.

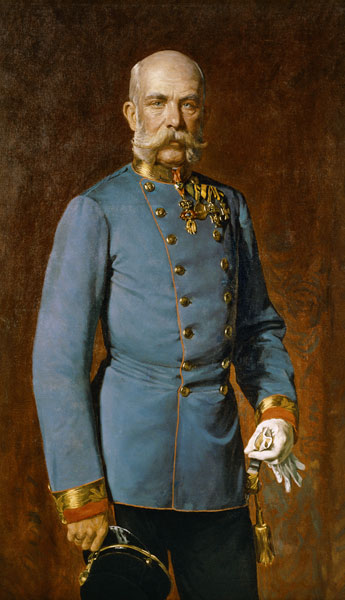
Портрет императора Франца-Иосифа
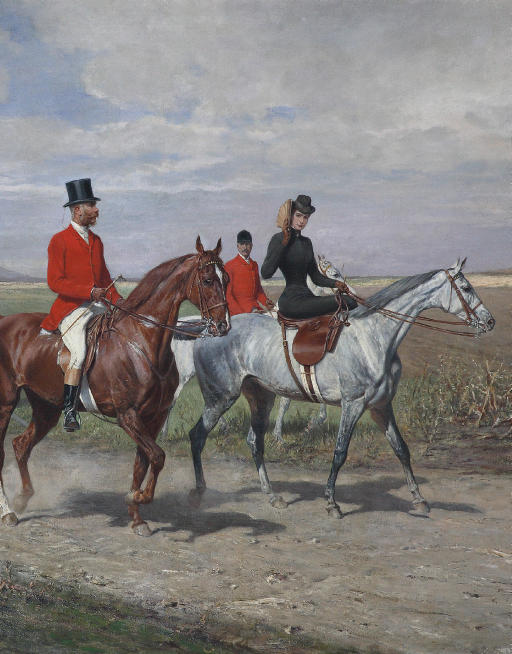
Конный портрет императора Франца-Иосифа I
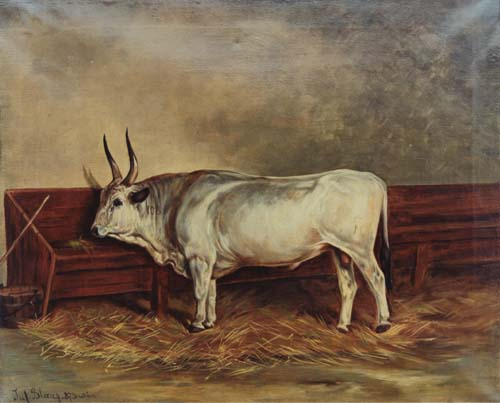
Бык в сарае (1873).
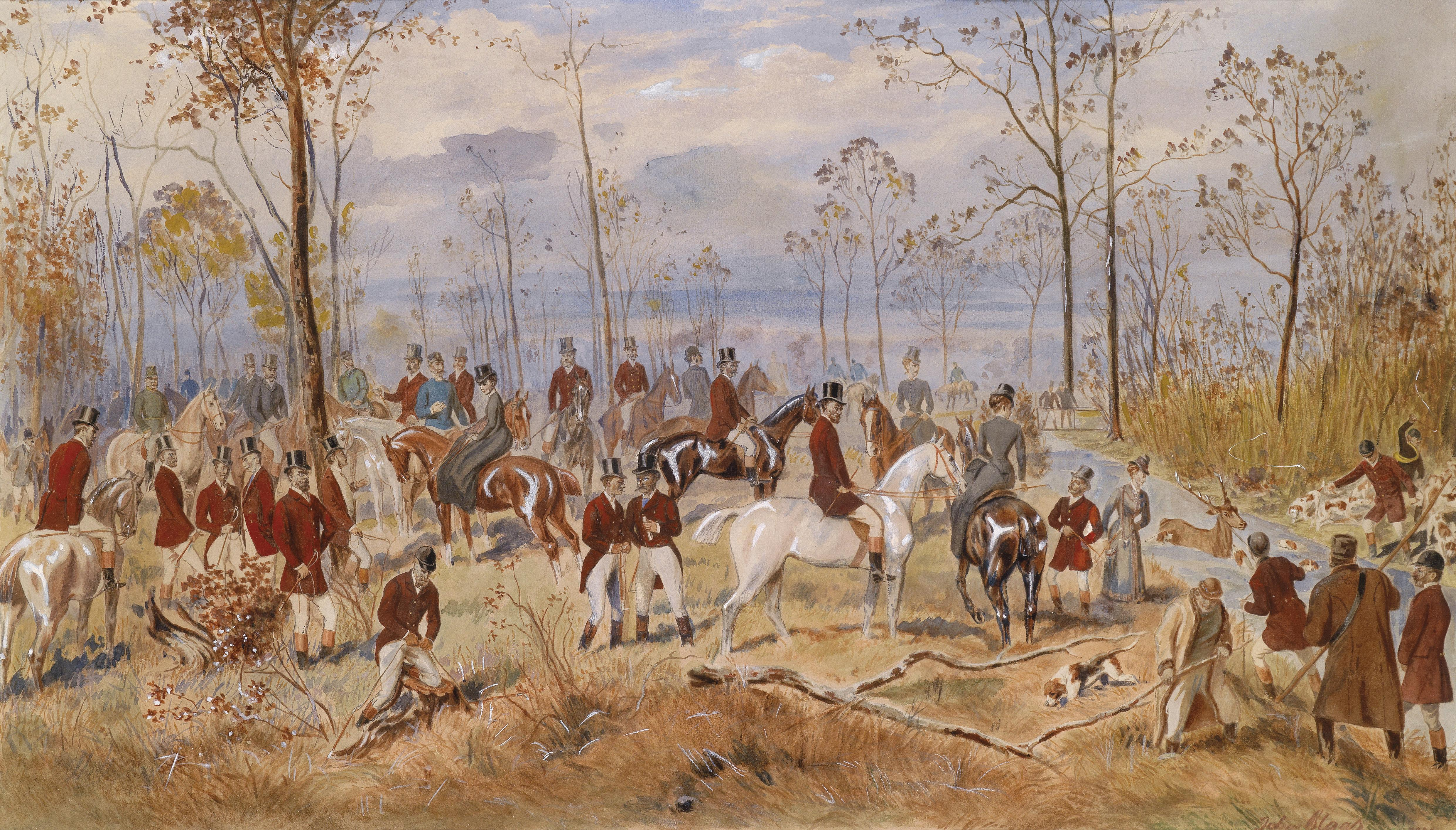
На охоте
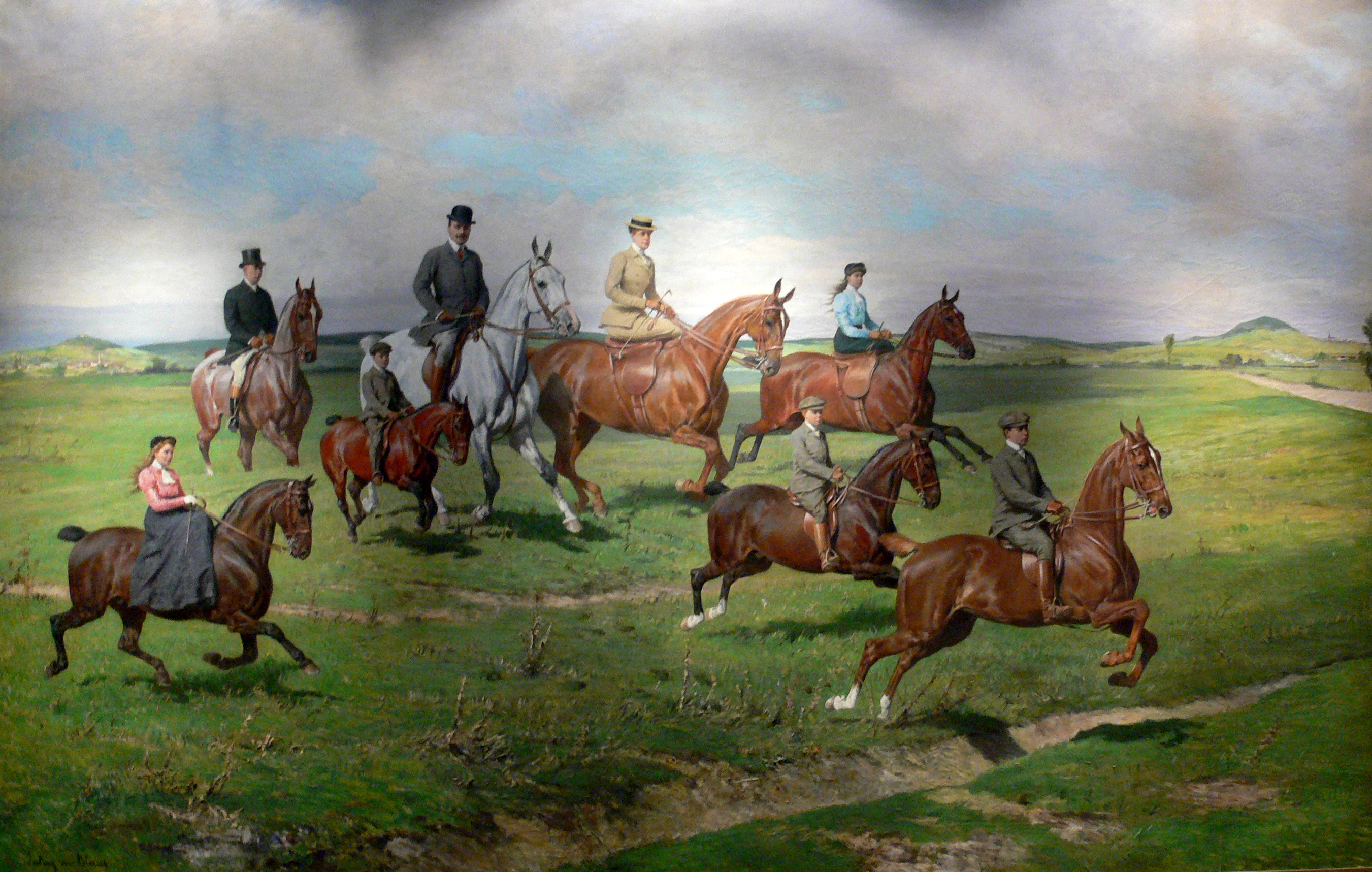
Княжеская семья Фюрстенберг. 1906